# Jianzhi Sengcan
Jianzhi Sengcan (chiń. 鑑智僧璨, Wade-Giles Chien-chih Seng-ts’an, kor. Sŭngch’an; jap. Konchi Sōsan; wiet. Tăng Xán; ur. ok. 529, zm. 613) – był trzecim patriarchą (chiń. sanzu 三祖) buddyzmu chan jako następca Huike, przed Daoxinem.

## Życiorys
O jego życiu zachowało się tak mało informacji, że niektórzy badacze w ogóle wątpią w jego istnienie.
Praktykował u mistrza Huikego przez 6 lat. Po otrzymaniu od niego przekazu Dharmy, mistrz Sengcam przebywał na górze Wangong w Shuzhou.
W latach 574–577 władca Wu z dynastii Zhou postanowił prawie całkowicie zniszczyć buddyzm. Zamknięto klasztory, niszczono wszelkie teksty buddyjskie i posągi, siłą zmuszano do mnichów i mniszki do rezygnacji ze stanu mnisiego. Prawdopodobnie wtedy mogły ulec zniszczeniu wszelkie materiały związane z Patriarchą.
W czasie prześladowań buddyzmu usunął się z publicznego życia i żył wśród świeckich ludzi oraz w górskiej pustelni. Ten okres trwał ponad 10 lat. Był znany z przyjacielskiego nastawienia do wszystkich, współczucia i łagodności.
W erze kaihuang (581–600) wraz ze swoim uczniem, późniejszym mistrzem chan Tingiem, przebywał w pustelni na górze Huangong.
Przypisuje mu się, jednak zapewne niesłusznie, wiersz 信心銘 Xinxin ming (Strofy wiary w Umysł), w których próbował ująć całą naukę chan w jednym krótkim poemacie. Podkreślał niedwoistość i odrzucenie przywiązania do odróżniania i klasyfikowania dokonywanego przez racjonalny umysł.
Jego szczątki spoczywają w pagodzie w klasztorze Qingyuan (乾元寺), zwanym także Klasztorem Trzeciego Patriarchy (Sanzu si 三祖寺), w powiecie Qianshan (潜山县) prowincji Anhui (安徽).